# (10399) Nishiharima
(10399) Nishiharima (1997 UZ8) – planetoida z pasa głównego asteroid okrążająca Słońce w ciągu 3,7 lat w średniej odległości 2,39 j.a. Odkryta 29 października 1997 roku.